# Rebelution
Pitbull Starring in Rebelution — четвёртый студийный альбом американского рэпера из Майами, Питбуля, выпущенный 28 августа 2009 года. В альбоме присутствует множество дуэтов с Эйконом, Avery Storm, Nayer, Лил Джоном, The New Royales, Bass III Euro & Slim of 112. Это также его первый главный альбом, выпущенный через собственный лейбл Mr. 305 Inc., а также второй выпуск лейбла Polo Grounds после альбома Харрикейна Криса 51/50 Ratchet.

## Синглы
- Первый сингл альбома «Krazy» при участии его продюсера Лил Джона достиг пика на #30 в Billboard Hot 100. В песне звучит семпл из песни 2007 года Федерико Франчи, «Cream».
- Вторым выпущенным синглом был «I Know You Want Me (Calle Ocho)», который достиг #2 в Billboard Hot 100. Песня является вокальным миксом «75, Brazil Street» Николы Фасано Vs Pat Rich.
- Третьим выпущенным синглом был «Hotel Room Service». Он достиг #8 в Billboard Hot 100. Песня воссоздает элементы «Push the Feeling On» группы Nightcrawlers[10].
- Четвёртым выпущенным синглом был «Shut It Down» при участии Эйкона. Он был выпущен 2 ноября 2009 года вместе с клипом. Он достиг пика на #42 в Billboard 100.

### Промосинглы
- «Hotel Room Service Remix» при участии Николь Шерзингер был выпущен 9 октября 2009[11] в качестве промосингла вместе с deluxe версией альбома, которая была выпущена 23 октября 2009[12].

### Промоклипы
- «Can’t Stop Me Now» при участии The New Royales был выпущен 14 юня 2010 г. на YouTube канале Питбуля[13].

## Список композиций
| №   | Название                                           | Продюсер(ы)                                | Длительность |
| --- | -------------------------------------------------- | ------------------------------------------ | ------------ |
| 1.  | «Triumph» (при участии Avery Storm)                | Adrian "Drop" Santalla, DJ Buddha          | 3:19         |
| 2.  | «Shut It Down» (при участии Akon)                  | DJ Snake & Clinton Sparks, Logan de Gaulle | 3:46         |
| 3.  | «I Know You Want Me (Calle Ocho)»                  | Lil’ Jon                                   | 3:57         |
| 4.  | «Girls» (при участии Ke$ha)                        | Dr. Luke, Ammo (co)                        | 3:06         |
| 5.  | «Full of Shit» (при участии Nayer & Bass III Euro) | Bass III Euro                              | 3:53         |
| 6.  | «Dope Ball (Interlude)»                            | DJ Noodles                                 | 1:40         |
| 7.  | «Can’t Stop Me Now» (при участии The New Royales)  | DJ Khalil                                  | 3:14         |
| 8.  | «Hotel Room Service»                               | Jim Jonsin                                 | 3:57         |
| 9.  | «Juice Box»                                        | DJ Class                                   | 3:04         |
| 10. | «Call of the Wild»                                 | Jim Jonsin                                 | 3:11         |
| 11. | «Krazy» (при участии Lil Jon)                      | Lil’ Jon, Frederico Franchi                | 3:51         |
| 12. | «Give Them What They Ask for»                      | Point Blank the Marksman                   | 2:56         |
| 13. | «Across the World» (при участии B.o.B)             | Jim Jonsin                                 | 3:48         |
| 14. | «Daddy’s Little Girl» (при участии Slim)           | Play-N-Skillz                              | 3:44         |

| №                   | Название                                                  | Длительность |
| ------------------- | --------------------------------------------------------- | ------------ |
| 15.                 | «Hotel Room Service Remix» (при участии Николь Шерзингер) | 3:47         |
| Общая длительность: | Общая длительность:                                       | 51:18        |

| №                   | Название            | Продюсер(ы)         | Длительность |
| ------------------- | ------------------- | ------------------- | ------------ |
| 16.                 | «All About You»     | Джим Джонсин        | 3:25         |
| Общая длительность: | Общая длительность: | Общая длительность: | 54:43        |

## Чарты
| Чарт (2009)        | Наивысшая позиция |
| ------------------ | ----------------- |
| Аргентина          | 10                |
| Австралия          | 65                |
| Австрия            | 20                |
| Бельгия (Фландрия) | 23                |
| Бельгия (Валония)  | 15                |
| Канада             | 3                 |
| Франция            | 24                |
| Германия           | 34                |
| Ирландия           | 88                |
| Италия             | 86                |
| Мексика            | 6                 |
| Нидерланды         | 42                |
| Испания            | 90                |
| Швейцария          | 8                 |
| UK R&B Chart       | 1                 |
| U.S. Billboard 200 | 8                 |

## Продажи
Альбом дебютировал на 8 месте в Billboard 200, с продажами в 41 000 копий за первую неделю. К апрелю 2012 года Rebelution был распродан 249 000 копиями в США.

## Судебная тяжба
В 2009 году регги-группа Rebelution предъявила иск Питбулю за использование их торговой марки в качестве названия альбома. В 2010 году суд отклонил запрос Питбуля об упрощенном судебном процессе. Rebelution, LLC v. Perez, 2010 WL 3036217 (N.D. Cal. July 30, 2010).